# 6 Hours of Fuji 2019

Tor Fuji International Speedway

6 Hours of Fuji 2019 – długodystansowy wyścig samochodowy, który odbył się 6 października 2019 roku. Był on drugą rundą sezonu 2019/2020 serii FIA World Endurance Championship.

## Harmonogram
| Dzień                     | Godzina | Sesja                             | Długość  |
| ------------------------- | ------- | --------------------------------- | -------- |
| Piątek, 4 października    | 11:00   | Pierwsza sesja treningowa         | 90 minut |
| Piątek, 4 października    | 15:30   | Druga sesja treningowa            | 90 minut |
| Sobota, 5 października    | 9:20    | Trzecia sesja treningowa          | 60 minut |
| Sobota, 5 października    | 13:10   | Kwalifikacje LMGTE Pro i LMGTE Am | 20 minut |
| Sobota, 5 października    | 13:40   | Kwalifikacje LMP1 i LMP2          | 20 minut |
| Niedziela, 6 października | 11:00   | Wyścig                            | 6 godzin |
| Źródło                    |         |                                   |          |

## Sesje treningowe
| Klasa          | Zespół                      | Samochód                 | Czas           | Okr.           |
| Sesja pierwsza | Sesja pierwsza              | Sesja pierwsza           | Sesja pierwsza | Sesja pierwsza |
| -------------- | --------------------------- | ------------------------ | -------------- | -------------- |
| LMP1           | #8 Toyota Gazoo Racing      | Toyota TS050 Hybrid      | 1:27,373       | 49             |
| LMP2           | #33 High Class Racing       | Oreca 07                 | 1:29,624       | 34             |
| LMGTE Pro      | #91 Porsche GT Team         | Porsche 911 RSR-19       | 1:38,315       | 38             |
| LMGTE Am       | #90 TF Sport                | Aston Martin Vantage AMR | 1:39,010       | 43             |
| Sesja druga    |                             |                          |                |                |
| LMP1           | #8 Toyota Gazoo Racing      | Toyota TS050 Hybrid      | 1:25,623       | 49             |
| LMP2           | #38 JOTA                    | Oreca 07                 | 1:29,633       | 50             |
| LMGTE Pro      | #92 Porsche GT Team         | Porsche 911 RSR-19       | 1:38,214       | 46             |
| LMGTE Am       | #90 TF Sport                | Aston Martin Vantage AMR | 1:38,719       | 46             |
| Sesja trzecia  |                             |                          |                |                |
| LMP1           | #8 Toyota Gazoo Racing      | Toyota TS050 Hybrid      | 1:25,621       | 32             |
| LMP2           | #29 Racing Team Nederland   | Oreca 07                 | 1:29,008       | 31             |
| LMGTE Pro      | #91 Porsche GT Team         | Porsche 911 RSR-19       | 1:37,501       | 27             |
| LMGTE Am       | #77 Dempsey - Proton Racing | Porsche 911 RSR          | 1:37,807       | 34             |

## Kwalifikacje
Pole position w każdej kategorii oznaczone jest pogrubieniem.
| Poz.   | Klasa     | Zespół                      | Średnia  | Strata  | Poz. s. |
| ------ | --------- | --------------------------- | -------- | ------- | ------- |
| 1      | LMP1      | #8 Toyota Gazoo Racing      | 1:25,013 | —       | 1       |
| 2      | LMP1      | #7 Toyota Gazoo Racing      | 1:25,803 | +0,790  | 2       |
| 3      | LMP1      | #1 Rebellion Racing         | 1:26,163 | +1,150  | 3       |
| 4      | LMP1      | #5 Team LNT                 | 1:26,820 | +1,807  | 4       |
| 5      | LMP2      | #37 Jackie Chan DC Racing   | 1:29,302 | +4,289  | 5       |
| 6      | LMP2      | #22 United Autosports       | 1:29,787 | +4,774  | 6       |
| 7      | LMP2      | #38 JOTA                    | 1:29,792 | +4,779  | 7       |
| 8      | LMP2      | #33 High Class Racing       | 1:30,073 | +5,060  | 8       |
| 9      | LMP2      | #42 Cool Racing             | 1:30,087 | +5,074  | 9       |
| 10     | LMP2      | #36 Signatech Alpine ELF    | 1:30,858 | +5,845  | 10      |
| 11     | LMP2      | #29 Racing Team Nederland   | 1:30,935 | +5,922  | 11      |
| 12     | LMP2      | #47 Cetilar Racing          | 1:31,342 | +6,329  | 12      |
| 13     | LMGTE Pro | #91 Porsche GT Team         | 1:37,356 | +12,343 | 13      |
| 14     | LMGTE Pro | #51 AF Corse                | 1:37,397 | +12,384 | 14      |
| 15     | LMGTE Pro | #95 Aston Martin Racing     | 1:37,466 | +12,453 | 15      |
| 16     | LMGTE Pro | #71 AF Corse                | 1:37,792 | +12,779 | 16      |
| 17     | LMGTE Pro | #97 Aston Martin Racing     | 1:37,820 | +12,807 | 17      |
| 18     | LMGTE Pro | #92 Porsche GT Team         | 1:37,935 | +12,922 | 18      |
| 19     | LMGTE Am  | #90 TF Sport                | 1:38,821 | +13,808 | 19      |
| 20     | LMGTE Am  | #83 AF Corse                | 1:38,850 | +13,837 | 20      |
| 21     | LMGTE Am  | #98 Aston Martin Racing     | 1:38,917 | +13,904 | 21      |
| 22     | LMGTE Am  | #56 Team Project 1          | 1:39,022 | +14,009 | 22      |
| 23     | LMGTE Am  | #88 Dempsey - Proton Racing | 1:39,025 | +14,012 | 23      |
| 24     | LMGTE Am  | #54 AF Corse                | 1:39,291 | +14,278 | 24      |
| 25     | LMGTE Am  | #77 Dempsey - Proton Racing | 1:39,549 | +14,536 | 25      |
| 26     | LMGTE Am  | #86 Gulf Racing             | 1:39,610 | +14,597 | 26      |
| 27     | LMGTE Am  | #70 MR Racing               | 1:39,628 | +14,615 | 27      |
| 28     | LMGTE Am  | #62 Red River Sport         | 1:39,889 | +14,876 | 28      |
| 29     | LMP1      | #6 Team LNT                 | —        | —       | Pitlane |
| 30     | LMGTE Am  | #57 Team Project 1          | —        | —       | 29      |
| Źródła |           |                             |          |         |         |

## Wyścig

### Wyniki
Minimum do bycia sklasyfikowanym (70 procent dystansu pokonanego przez zwycięzców wyścigu) wyniosło 162 okrążenia. Zwycięzcy klas są oznaczeni pogrubieniem.
| Poz.              | Klasa     | Zespół                      | Kierowcy                                                 | Samochód                 | Opony | Okr. | Czas/Strata   |
| ----------------- | --------- | --------------------------- | -------------------------------------------------------- | ------------------------ | ----- | ---- | ------------- |
| 1                 | LMP1      | #8 Toyota Gazoo Racing      | Sébastien Buemi Kazuki Nakajima Brendon Hartley          | Toyota TS050 Hybrid      | M     | 232  | 6:00:30,025   |
| 2                 | LMP1      | #7 Toyota Gazoo Racing      | Mike Conway Kamui Kobayashi José María López             | Toyota TS050 Hybrid      | M     | 232  | +33,955       |
| 3                 | LMP1      | #1 Rebellion Racing         | Bruno Senna Gustavo Menezes Norman Nato                  | Rebellion R13            | M     | 230  | +2 okrążenia  |
| 4                 | LMP2      | #29 Racing Team Nederland   | Frits van Eerd Giedo van der Garde Nyck de Vries         | Oreca 07                 | M     | 222  | +10 okrążeń   |
| 5                 | LMP2      | #37 Jackie Chan DC Racing   | Ho-Pin Tung Gabriel Aubry Will Stevens                   | Oreca 07                 | G     | 221  | +11 okrążeń   |
| 6                 | LMP2      | #22 United Autosports       | Philip Hanson Filipe Albuquerque Oliver Jarvis           | Oreca 07                 | M     | 220  | +12 okrążeń   |
| 7                 | LMP2      | #33 High Class Racing       | Mark Patterson Kenta Yamashita Anders Fjordbach          | Oreca 07                 | G     | 219  | +13 okrążeń   |
| 8                 | LMP2      | #42 Cool Racing             | Nicolas Lapierre Antonin Borga Alexandre Coigny          | Oreca 07                 | M     | 219  | +13 okrążeń   |
| 9                 | LMP1      | #6 Team LNT                 | Charlie Robertson Michael Simpson Guy Smith              | Ginetta G60-LT-P1        | M     | 218  | +14 okrążeń   |
| 10                | LMP2      | #36 Signatech Alpine ELF    | Thomas Laurent André Negrão Pierre Ragues                | Alpine A470              | M     | 217  | +15 okrążeń   |
| 11                | LMP1      | #5 Team LNT                 | Luca Ghiotto Ben Hanley Jegor Orudżew                    | Ginetta G60-LT-P1        | M     | 216  | +16 okrążeń   |
| 12                | LMP2      | #47 Cetilar Racing          | Roberto Lacorte Andrea Belicchi Giorgio Sernagiotto      | Dallara P217             | M     | 216  | +16 okrążeń   |
| 13                | LMGTE Pro | #95 Aston Martin Racing     | Marco Sørensen Nicki Thiim                               | Aston Martin Vantage AMR | M     | 211  | +21 okrążeń   |
| 14                | LMGTE Pro | #92 Porsche GT Team         | Michael Christensen Kévin Estre                          | Porsche 911 RSR-19       | M     | 210  | +22 okrążenia |
| 15                | LMGTE Pro | #97 Aston Martin Racing     | Alex Lynn Maxime Martin                                  | Aston Martin Vantage AMR | M     | 210  | +22 okrążenia |
| 16                | LMGTE Pro | #51 AF Corse                | James Calado Alessandro Pier Guidi                       | Ferrari 488 GTE Evo      | M     | 210  | +22 okrążenia |
| 17                | LMGTE Pro | #71 AF Corse                | Davide Rigon Miguel Molina                               | Ferrari 488 GTE Evo      | M     | 209  | +23 okrążenia |
| 18                | LMGTE Pro | #91 Porsche GT Team         | Gianmaria Bruni Richard Lietz                            | Porsche 911 RSR-19       | M     | 208  | +24 okrążenia |
| 19                | LMGTE Am  | #90 TF Sport                | Salih Yoluç Charles Eastwood Jonathan Adam               | Aston Martin Vantage AMR | M     | 208  | +24 okrążenia |
| 20                | LMGTE Am  | #83 AF Corse                | François Perrodo Emmanuel Collard Nicklas Nielsen        | Ferrari 488 GTE Evo      | M     | 207  | +25 okrążeń   |
| 21                | LMGTE Am  | #57 Team Project 1          | Ben Keating Felipe Fraga Jeroen Bleekemolen              | Porsche 911 RSR          | M     | 207  | +25 okrążeń   |
| 22                | LMGTE Am  | #70 MR Racing               | Motoaki Ishikawa Olivier Beretta Kei Cozzolino           | Ferrari 488 GTE Evo      | M     | 207  | +25 okrążeń   |
| 23                | LMGTE Am  | #77 Dempsey - Proton Racing | Christian Ried Riccardo Pera Matt Campbell               | Porsche 911 RSR          | M     | 207  | +25 okrążeń   |
| 24                | LMGTE Am  | #54 AF Corse                | Thomas Flohr Francesco Castellacci Giancarlo Fisichella  | Ferrari 488 GTE Evo      | M     | 206  | +26 okrążeń   |
| 25                | LMGTE Am  | #56 Team Project 1          | Egidio Perfetti David Heinemeier Hansson Matteo Cairoli  | Porsche 911 RSR          | M     | 206  | +26 okrążeń   |
| 26                | LMGTE Am  | #86 Gulf Racing             | Michael Wainwright Andrew Watson Benjamin Barker         | Porsche 911 RSR          | M     | 204  | +28 okrążeń   |
| 27                | LMGTE Am  | #88 Dempsey - Proton Racing | Satoshi Hoshino Adrien de Leener Thomas Preining         | Porsche 911 RSR          | M     | 198  | +34 okrążenia |
| 28                | LMGTE Am  | #62 Red River Sport         | Bonamy Grimes Johnny Mowlem Charles Hollings             | Ferrari 488 GTE Evo      | M     | 197  | +35 okrążeń   |
| 29                | LMGTE Am  | #98 Aston Martin Racing     | Paul Dalla Lana Darren Turner Ross Gunn                  | Aston Martin Vantage AMR | M     | 186  | +46 okrążeń   |
| Zdyskwalifikowani |           |                             |                                                          |                          |       |      |               |
|                   | LMP2      | #38 JOTA                    | Roberto González António Félix da Costa Anthony Davidson | Oreca 07                 | G     | 222  | [ c ]         |

### Statystyki

#### Najszybsze okrążenie
| Klasa     | Kierowca        | Zespół                    | Czas     | Okr. |
| --------- | --------------- | ------------------------- | -------- | ---- |
| LMP1      | Sébastien Buemi | #8 Toyota Gazoo Racing    | 1:26,657 | 6    |
| LMP2      | Nyck de Vries   | #29 Racing Team Nederland | 1:30,042 | 185  |
| LMGTE Pro | James Calado    | #51 AF Corse              | 1:37,645 | 181  |
| LMGTE Am  | Nicklas Nielsen | #83 AF Corse              | 1:38,108 | 134  |
| Źródło    |                 |                           |          |      |